# Poroschia
Poroschia – wieś w Rumunii, w okręgu Teleorman, w gminie Poroschia. W 2011 roku liczyła 3132 mieszkańców.